# Планински евреи
Планинските евреи са еврейско население в Дагестан и Азербайджан.
По-голямата част от това население живее понастоящем в Израел. Според преброяване на населението от 2002 г. броят на планинските евреи в Русия възлиза на 3394 души.
Произходът на планинските евреи води към земите на Персия. Първото преселение и първите синагоги се намират в гр. Дербент в Дагестан. И планинските евреи използват в бита си ирански диалект. Наричат себе си с термина „юхуру“, което в превод значи „евреин“. Често се използва и названието тати за планинските евреи.
В науката е прието, че причина за изселването на тези евреи е нетолерантността на Халифата на Абасидите към евреите, в резултат на което предците на днешните планински евреи са потърсили закрила от владетелите на Хазарския хаганат.
Когато в края на 1942 г. в Северен Кавказ се появяват военните сили на Вермахта, се стига до оживени дискусии относно това като каква народност следва да се възприемат планинските евреи. Няколкостотин планински евреи стават жертва на германската расова политика за изтребване на еврейското население в окупираните от Третия райх територии. По-голямата част от тези евреи обаче са пощадени от планомерно унищожение.